# Жюзе-де-Люшон
Жюзе́-де-Люшо́н (фр. Juzet-de-Luchon, окс. Jusèth d'Aisaut) — коммуна во Франции, находится в регионе Юг — Пиренеи. Департамент — Верхняя Гаронна. Входит в состав кантона Баньер-де-Люшон. Округ коммуны — Сен-Годенс.
Код INSEE коммуны — 31244.

## География

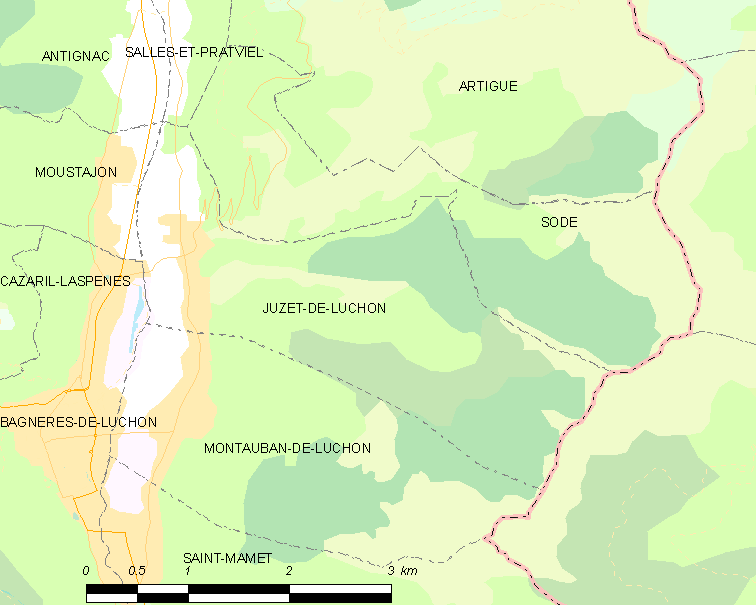
Карта коммуны

Коммуна расположена приблизительно в 690 км к югу от Парижа, в 115 км к юго-западу от Тулузы.
На западе коммуны протекает река Пик. Большую часть территории коммуны занимают леса.

## Климат
Климат умеренно-океанический. Зима мягкая и снежная, весна характеризуется сильными дождями и грозами, лето сухое и жаркое, осень солнечная. Преобладают сильные юго-восточные и северо-западные ветры.

## Население
Население коммуны на 2010 год составляло 389 человек.
| 1962 | 1968 | 1975 | 1982 | 1990 | 1999 | 2010 |
| ---- | ---- | ---- | ---- | ---- | ---- | ---- |
| 222  | 223  | 249  | 286  | 331  | 365  | 389  |

## Администрация
| Период | Период | Фамилия        | Партия | Примечания |
| ------ | ------ | -------------- | ------ | ---------- |
| 2001   | 2014   | Франсин Санчис |        |            |
| 2014   | 2020   | Ален Лафонтан  |        |            |

## Экономика
В 2010 году среди 239 человек трудоспособного возраста (15—64 лет) 161 были экономически активными, 78 — неактивными (показатель активности — 67,4 %, в 1999 году было 69,9 %). Из 161 активных жителей работали 154 человека (79 мужчин и 75 женщин), безработных было 7 (2 мужчин и 5 женщин). Среди 78 неактивных 28 человек были учениками или студентами, 34 — пенсионерами, 16 были неактивными по другим причинам.

## Фотогалерея

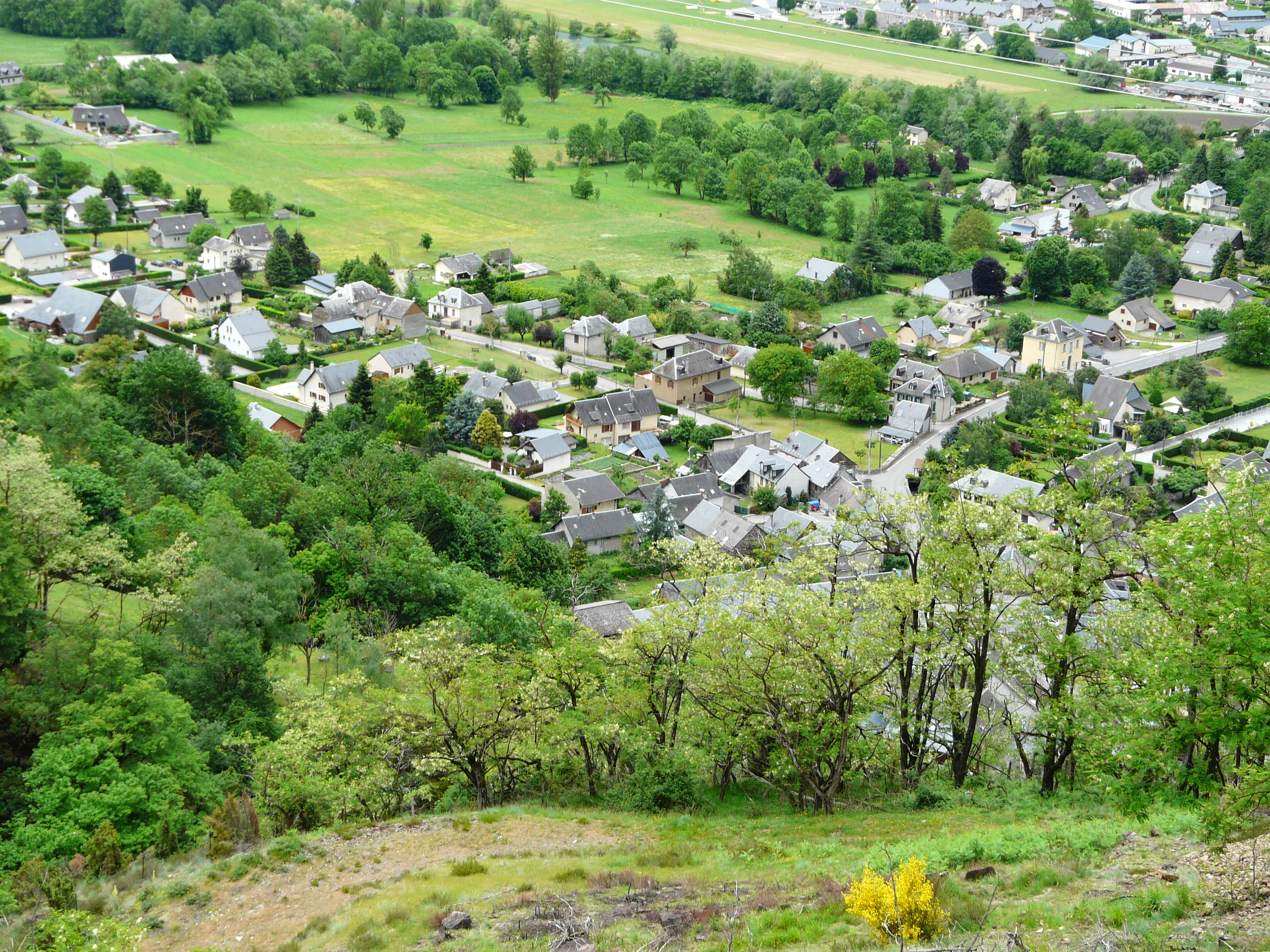
Жюзе-де-Люшон
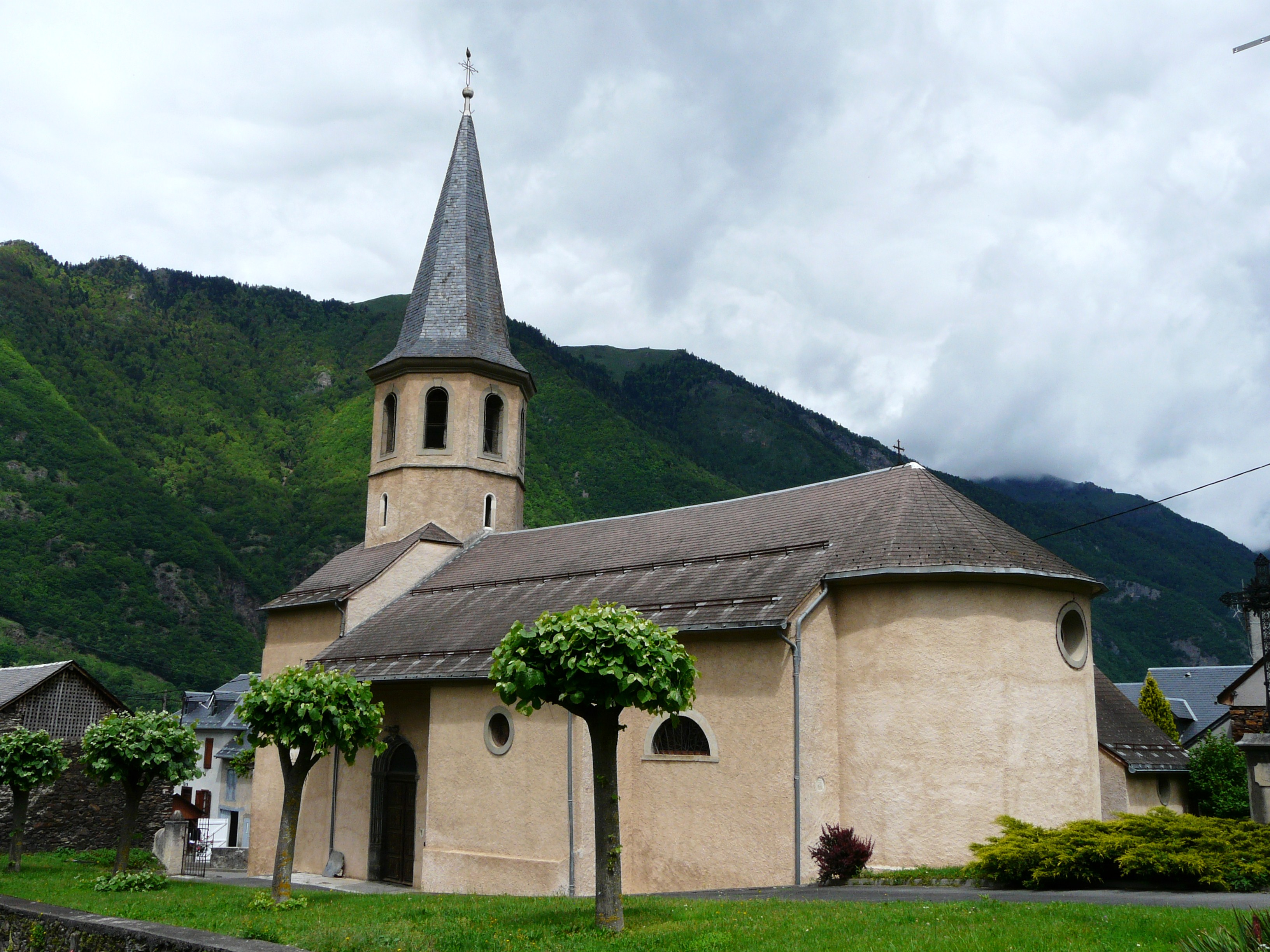
Церковь Св. Власия
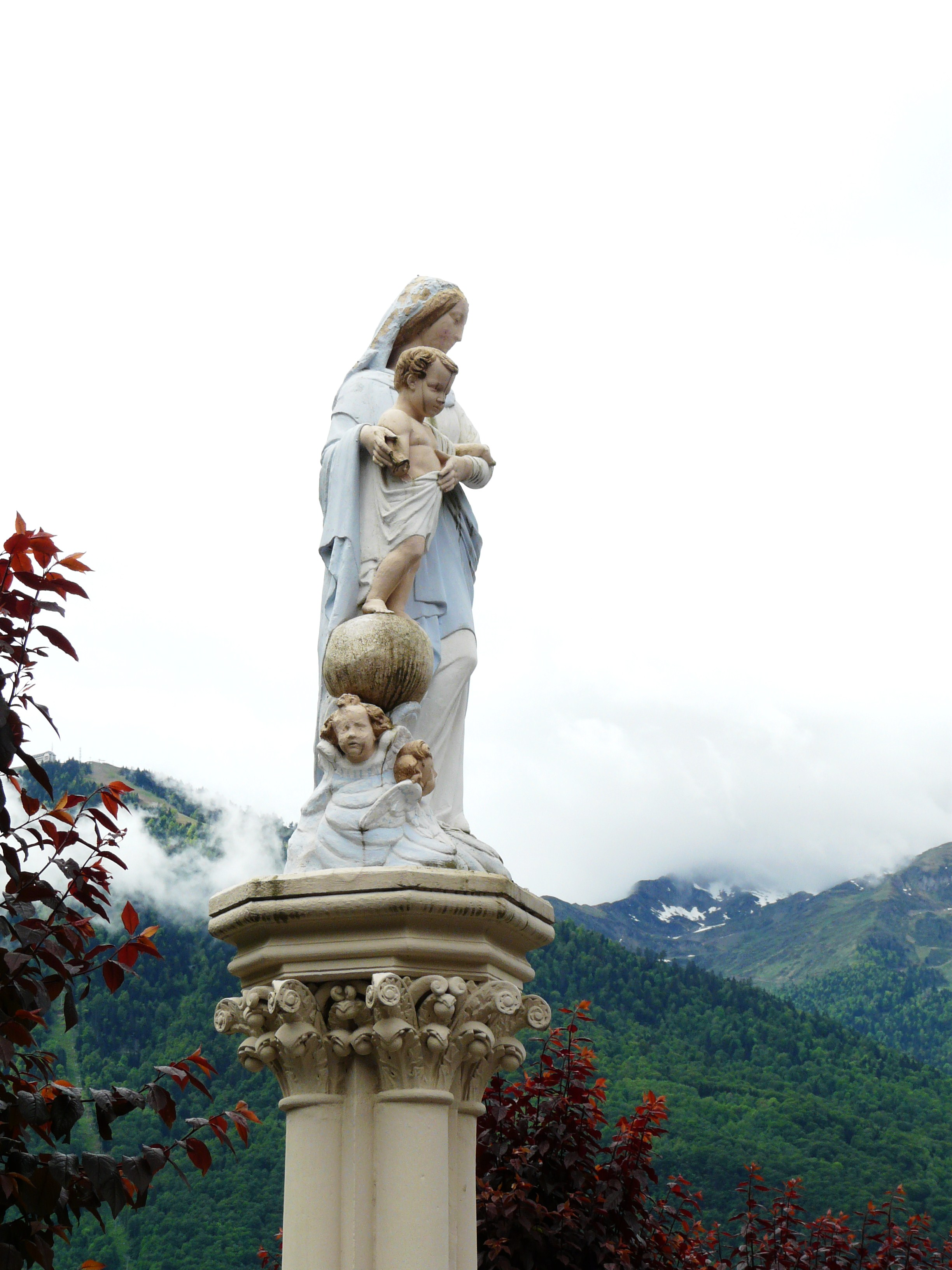
Статуя Богоматери
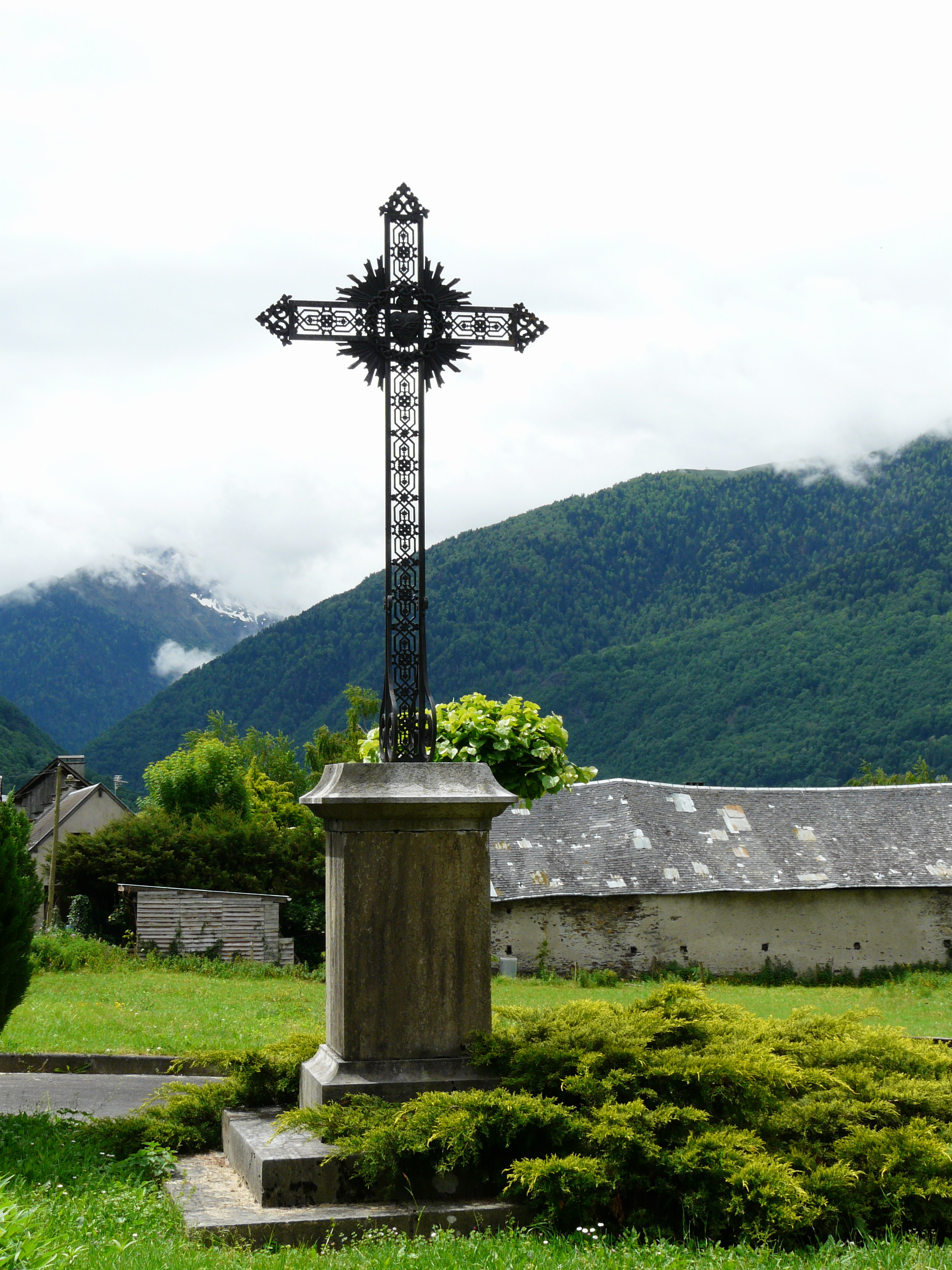
Крест
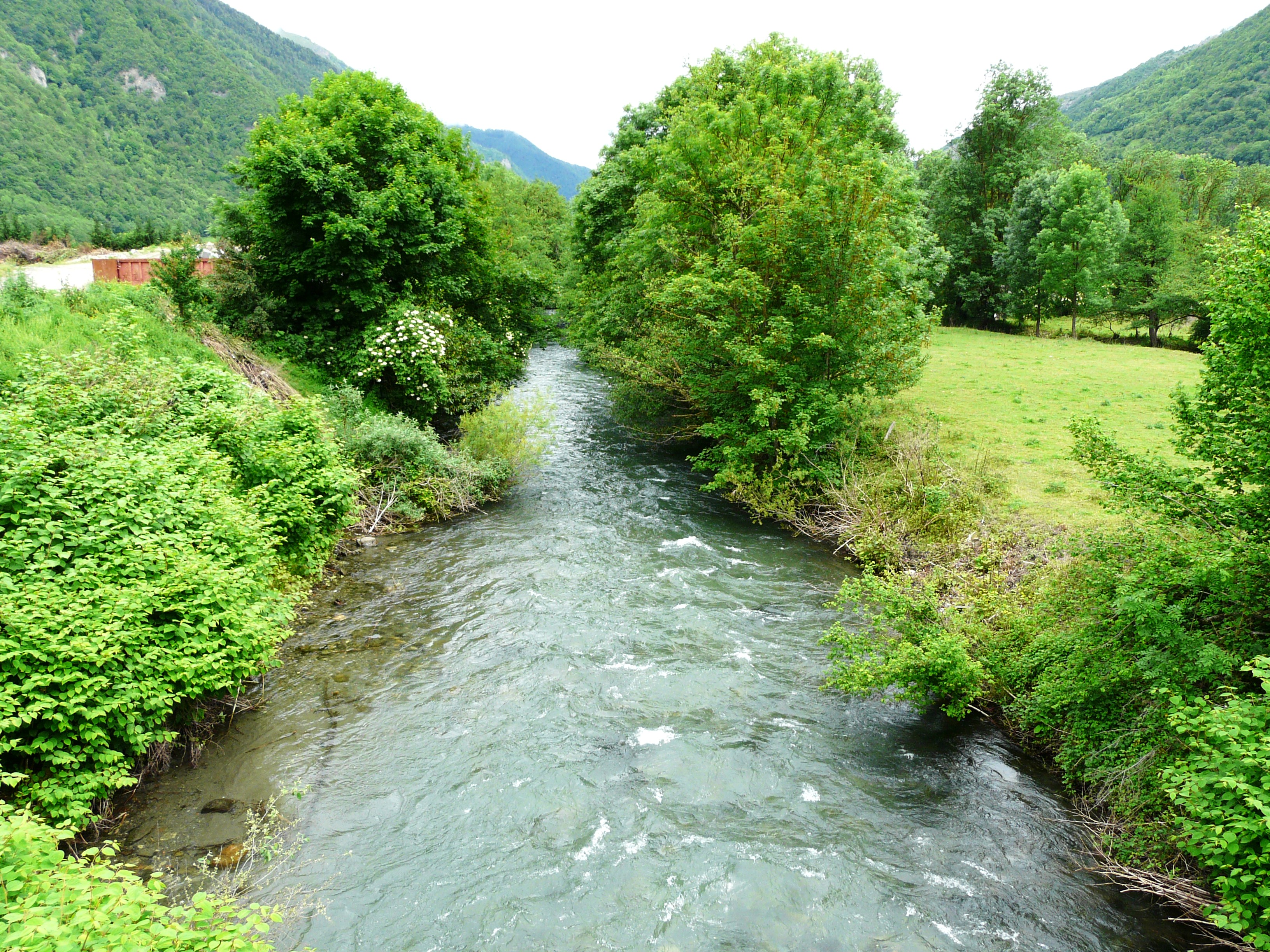
Река Пик
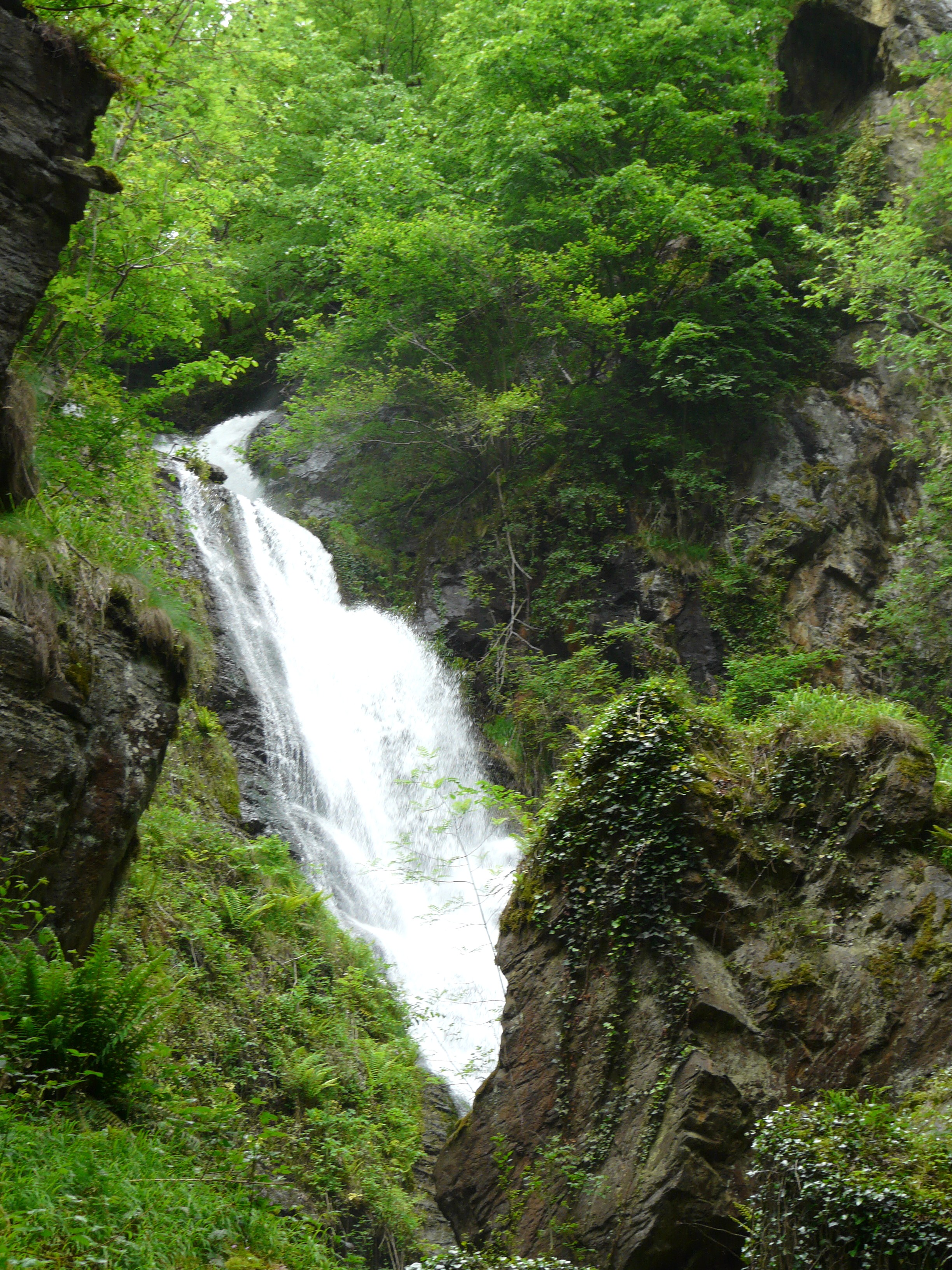
Водопад Жюзе